# Quận Uinta, Wyoming
Quận Uinta là một quận thuộc tiểu bang Wyoming, Hoa Kỳ. Quận lỵ đóng ở , Wyoming6. Quận được đặt tên theo dãy núi Uinta thuộc tiểu bang Utah. Dân số theo điều tra năm 2010 của Cục điều tra dân số Hoa Kỳ là 21.118 người.

## Địa lý
Theo Cục điều tra dân số Hoa Kỳ, quận này có diện tích 5,410 km2, trong đó có 16 km2 là diện tích mặt nước (chiếm 0,28%).